# Ludwig Fuchs von Bimbach und Dornheim
Franz Ludwig Freiherr Fuchs von Bimbach und Dornheim (* 30. Dezember 1833 in Bimbach; † 22. Dezember 1900 in Landshut) war ein bayerischer Verwaltungsbeamter.

## Leben
Ludwig war ein Sohn des bayerischen Kammerherrn Franz Fuchs von Bimbach und Dornheim (1805–1860) und dessen ersten Ehefrau Franziska, geborene Ehrenfest (1811–1839). Der spätere bayerische Generalleutnant Reinhold Fuchs von Bimbach und Dornheim (1845–1903) war sein Stiefbruder aus der zweiten Ehe des Vaters mit Regina, geborene Ehrenfest (1817–1895).
Fuchs von Bimbach und Dornheim studierte an der Julius-Maximilians-Universität Würzburg, der Friedrich-Alexander-Universität Erlangen und der Ludwig-Maximilians-Universität München Rechtswissenschaften. 1851 wurde er Mitglied des Corps Franconia Würzburg. Nach Abschluss des Studiums trat er 1858 im Bezirksamt Würzburg in den bayerischen Verwaltungsdienst ein und wechselte noch im gleichen Jahr als Akzessist zur Regierung von Unterfranken und Aschaffenburg. 1864 wurde er Bezirksamtsassessor in Hassfurt, 1866 in Ochsenfurt und 1869 in Würzburg. 1874 wurde er wieder zur Regierung von Unterfranken und Aschaffenburg versetzt und zum Regierungsassessor befördert. 1876 wurde er zum Bezirksamtmann des Landkreises Ingolstadt ernannt. 1879 kehrte er abermals zur Regierung von Unterfranken und Aschaffenburg zurück, wurde zum Regierungsrat befördert und 1887 mit dem Ritterkreuz I. Klasse des Verdienstordens vom Heiligen Michael ausgezeichnet. 1891 wurde Fuchs von Bimbach und Dornheim unter Beförderung zum Regierungsdirektor zur Regierung von Schwaben und Neuburg versetzt. 1894 erfolgte seine Ernennung zum Kämmerer
Vom 1. Mai 1895 bis zu seinem Tod war Ludwig Fuchs von Bimbach und Dornheim Regierungspräsident von Niederbayern. In dieser Stellung erhielt er 1897 den Titel Exzellenz und 1900 das Komturkreuz des Verdienstordens der Bayerischen Krone.